# Марлборо (Міссурі)
Марлборо (англ. Marlborough) — селище (англ. village) в США, в окрузі Сент-Луїс штату Міссурі. Населення — 2221 особа (2020).

## Географія
Марлборо розташоване за координатами 38°34′5″ пн. ш. 90°20′22″ зх. д. / 38.56806° пн. ш. 90.33944° зх. д. (38.568181, -90.339551).  За даними Бюро перепису населення США в 2010 році селище мало площу 0,60 км², уся площа — суходіл.

## Демографія
Згідно з переписом 2010 року, у селищі мешкало 2179 осіб у 1330 домогосподарствах у складі 394 родин. Густота населення становила 3661 особа/км².  Було 1456 помешкань (2446/км²).
Расовий склад населення:
| - 80,0 % — білих - 8,2 % — чорних або афроамериканців - 6,7 % — азіатів - 0,4 % — корінних американців - 2,1 % — осіб інших рас |

До двох чи більше рас належало 2,6 %. Частка іспаномовних становила 5,6 % від усіх жителів.
За віковим діапазоном населення розподілялося таким чином: 11,7 % — особи молодші 18 років, 79,3 % — особи у віці 18—64 років, 9,0 % — особи у віці 65 років та старші. Медіана віку мешканця становила 31,6 року. На 100 осіб жіночої статі у селищі припадало 93,9 чоловіків;  на 100 жінок у віці від 18 років та старших — 95,5 чоловіків також старших 18 років.
Середній дохід на одне домашнє господарство  становив 40 812 долари США (медіана — 37 649), а середній дохід на одну сім'ю — 56 668 доларів (медіана — 56 250). Медіана доходів становила 35 559 доларів для чоловіків та 33 870 доларів для жінок. За межею бідності перебувало 8,6 % осіб, у тому числі 0,0 % дітей у віці до 18 років та 9,0 % осіб у віці 65 років та старших.
Цивільне працевлаштоване населення становило 1630 осіб. Основні галузі зайнятості: мистецтво, розваги та відпочинок — 27,1 %, освіта, охорона здоров'я та соціальна допомога — 19,9 %, роздрібна торгівля — 14,7 %, фінанси, страхування та нерухомість — 10,6 %.